# Bni Idder
Bni Idder (àrab بني يدر) és una comuna rural de la província de Tetuan de la regió de Tànger-Tetuan-Al Hoceima. Segons el cens de 2014 tenia una població total de 4.823 persones.